# Colombres
Colombres är en ort i Argentina.   Den ligger i provinsen Tucumán, i den norra delen av landet, 1 100 km nordväst om huvudstaden Buenos Aires. Colombres ligger 415 meter över havet och antalet invånare är 5 086.
Terrängen runt Colombres är platt, och sluttar söderut. Runt Colombres är det ganska tätbefolkat, med 155 invånare per kvadratkilometer.. Närmaste större samhälle är San Miguel de Tucumán, 14,1 km nordväst om Colombres.
Trakten runt Colombres består till största delen av jordbruksmark.